# Haskell Brooks Curry
Haskell Brooks Curry (* 12. September 1900 in Millis, Massachusetts, USA; † 1. September 1982 in State College, Pennsylvania, USA) war ein US-amerikanischer Logiker und Mathematiker.

## Leben
Als Sohn des Erziehers Samuel Silas Curry geboren, studierte Curry zunächst an der Harvard-Universität und promovierte 1930 in Göttingen bei David Hilbert. Er lehrte in Harvard, Princeton und, von 1929 bis 1966, an der Pennsylvania State University. 1966 wurde er Professor für Mathematik an der Universität von Amsterdam.

## Werk
In seiner Göttinger Zeit las Curry die veröffentlichte Version von Moses Schönfinkels Vorlesung von 1920 zur kombinatorischen Logik. Dies stellte sich als ein schicksalhaftes Ereignis in seiner Laufbahn heraus, er schrieb seine Doktorarbeit über kombinatorische Logik und entwickelte daraus nach und nach eine ausgedehnte Theorie. Heute gilt er als der wesentliche Ausgestalter dieser Theorie. Kombinatorische Logik bildet eine der Grundlagen für funktionale Programmiersprachen. Möglichkeiten und Wirkungsweise der kombinatorischen Logik ähneln sehr dem Lambda-Kalkül von Alonzo Church, der sich in den letzten Jahrzehnten eher durchgesetzt hat.
1942 veröffentlichte er eine negationsfreie Version der Russellschen Antinomie, die heute nach ihm benannt wird und als Currys Paradoxon bekannt ist.
Curry lehrte und arbeitete vorwiegend im Bereich der mathematischen Logik, 1963 erschien sein Buch Foundations of Mathematical Logic. Er befasste sich viel mit philosophischen Problemen der Mathematik und vertrat dabei einen ausgeprägten formalistischen Standpunkt, geprägt durch seinen Doktorvater Hilbert, ließ aber auch eine Offenheit zur intuitionistischen Logik erkennen.
Curry ist der Namensgeber der Programmiersprache Haskell und des Currying-Verfahrens sowie Mitentdecker des Curry-Howard-Isomorphismus (mit William Alvin Howard).

## Schriften
- Mit Robert Feys Combinatory Logic, North Holland, 2 Bände, 1958, 1972
- Foundations of mathematical logic, McGraw Hill 1963, Dover 1977
- Theory of formal deducibility, Notre Dame 1950
- Outlines of a formalist philosophy of mathematics, North Holland 1970

## Verwandte Themen
- Kombinatorische Logik und Currying
- Funktionale Programmierung
- Haskell
- Der Lambda-Kalkül